# عصر آهن
| تقسیم‌بندی سه‌گانه اعصار |                         |           |          |
| عصر تاریخی             |                         |           |          |
| دوره لا تن             | دوره لا تن              |           | نیاتاریخ |
| دوره هالشتات           |                         |           | نیاتاریخ |
| عصر آهن                |                         |           | نیاتاریخ |
| پسین                   |                         |           | نیاتاریخ |
| میانه                  |                         |           | نیاتاریخ |
| پیشین                  |                         |           | نیاتاریخ |
| عصر برنز               |                         |           | نیاتاریخ |
| دوران نوسنگی           | عصر مس                  |           | نیاتاریخ |
| دوران نوسنگی           | نوسنگی با سفال          | پیشاتاریخ |          |
| دوران نوسنگی           | نوسنگی پیش از سفال ب    | پیشاتاریخ |          |
| دوران نوسنگی           | نوسنگی پیش از سفال آ    | پیشاتاریخ |          |
| میان‌سنگی               | میان‌سنگی، فراپارینه‌سنگی | پیشاتاریخ |          |
| پارینه‌سنگی             | پسین                    | پیشاتاریخ |          |
| پارینه‌سنگی             | میانه                   | پیشاتاریخ |          |
| پارینه‌سنگی             | پیشین                   | پیشاتاریخ |          |
| عصر سنگ                |                         | پیشاتاریخ |          |

عصر آهن آخرین دوره از سه عصر تاریخی فلز پس از عصر برنز است. همچنین به عنوان عصر پایانی تقسیم سه سنی در نظر گرفته شده‌است که از ماقبل تاریخ (قبل از تاریخ ثبت شده) شروع می‌شود و به پیش تاریخ (قبل از تاریخ مکتوب) می‌رسد. در این کاربرد، عصر سنگ (که به دوره‌های پارینه سنگی، میان سنگی و نوسنگی تقسیم می‌شود) و عصر برنز مقدم است. این مفاهیم در توصیف اروپای عصر آهن و خاور نزدیک باستان سرچشمه گرفته‌اند اما اکنون سایر بخش‌های جهان قدیم را نیز شامل می‌شوند.
اگرچه آهن برای هزاران سال در بسیاری از مناطق مورد استفاده قرار گرفته‌است، آغاز عصر آهن به‌طور محلی در سراسر جهان توسط قراردادهای باستان‌شناسی تعریف می‌شود که تولید آهن ذوب‌شده (به‌ویژه ابزار و سلاح‌های فولادی) جایگزین معادل‌های برنزی آنها در استفاده رایج شود.
در آناتولی و قفقاز یا اروپای جنوب شرقی، عصر آهن در اواخر هزاره دوم قبل از میلاد (حدود ۱۳۰۰ قبل از میلاد) آغاز شد. در خاور نزدیک باستان، این انتقال همزمان با فروپاشی عصر برنز، در قرن ۱۲ قبل از میلاد اتفاق افتاد. این فناوری به زودی در سراسر منطقه حوضه مدیترانه و جنوب آسیا بین قرن ۱۲ و ۱۱ قبل از میلاد گسترش یافت. گسترش بیشتر آن به آسیای مرکزی، اروپای شرقی و اروپای مرکزی تا حدودی به تأخیر افتاده‌است و اروپای شمالی تا حدود آغاز قرن پنجم قبل از میلاد به دست نیامد.
عصر آهن در هند با فرهنگ ظروف خاکستری رنگ‌آمیزی‌شده آهن شروع می‌شود که از قرن ۱۵ قبل از میلاد تا پادشاهی آشوکا در قرن ۳ قبل از میلاد آغاز می‌شود. استفاده از اصطلاح «عصر آهن» در باستان‌شناسی جنوب، شرق و جنوب شرق آسیا جدیدتر و کمتر از اوراسیا غربی رایج است. آفریقا یک عصر برنز جهانی نداشت و بسیاری از مناطق مستقیماً از سنگ به آهن تبدیل شدند. برخی از باستان شناسان بر این باورند که متالورژی آهن در جنوب صحرای آفریقا مستقل از اوراسیا و بخش‌های همسایه شمال شرقی آفریقا در اوایل سال ۲۰۰۰ قبل از میلاد توسعه یافت.
مفهوم عصر آهن که با آغاز ثبت تاریخ‌نگاری مکتوب به پایان می‌رسد در دوران مدرن به خوبی مطرح نشده‌است، زیرا زبان نوشتاری و استفاده از فولاد در زمان‌های مختلف در مناطق مختلف در سراسر سوابق باستان‌شناسی توسعه یافته‌است. به عنوان مثال، در چین تاریخ مکتوب قبل از ورود ذوب آهن شروع شد، بنابراین این اصطلاح به ندرت استفاده می‌شود. برای خاور نزدیک باستان، تأسیس شاهنشاهی هخامنشی ج. ۵۵۰ قبل از میلاد به‌طور سنتی و هنوز هم معمولاً به عنوان تاریخ قطعی در نظر گرفته می‌شود. تاریخ‌های متأخر به‌دلیل گزارشً هرودوت، تاریخی در نظر گرفته می‌شوند، علی‌رغم اینکه سوابق مکتوب قابل‌توجهی از دوران برنز در حال حاضر شناخته شده‌اند. در اروپای مرکزی و غربی، فتوحات امپراتوری روم در قرن اول قبل از میلاد به عنوان نشانه ای برای پایان عصر آهن عمل می‌کند.
آهن که در اعصار سه‌گانه پس از عصر برنز جای می‌گیرد. زمان رخداد این دوره در جاهای گوناگون متفاوت است. به گونه سنتی آغاز این زمان را سده دوازدهم پیش از میلاد در خاور نزدیک باستان، هندوستان باستان و یونان باستان می‌دانند. در دیگر بخش‌های اروپا این دوره دیرتر آغاز گشت. در اروپای مرکزی این دوره از سده ۸ پیش از میلاد و در اروپای شمالی در سده ۶ پیش از میلاد آغاز شد. گداختن آهن و آهنگری در ۱۲۰۰ پیش از میلاد در آفریقای باختری آغاز گشت. عصر آهن در کرانه‌های مدیترانه با فتوحات امپراتوری روم، در هندوستان با بودایی‌گری و جینیسم، در چین با کنفوسیوس‌گرایی و در شمال اروپا با سده‌های میانی آغازین (پایان قرن هشتم میلادی) به پایان رسید.
سختی، دمای گدازش بالا و فراوانی سنگ آهن این فلز را در سنجش با برنز خواستنی‌تر می‌نمود. از آنجا که استعمار اروپایی آهن را با خود به استرالیا و آمریکا برد، پس عصر آهن هرگز به این سرزمین‌ها راه نیافت.

## خاور نزدیک
آهن در خاور نزدیک باستان در هزاره ۲ پیش از میلاد در آناتولی یا قفقاز با ریخته‌گری و فلزکاری آهن آغاز گشت. تا هزاره اول پیش از میلاد، سراسر خاور نزدیک باستان را درنوردید و ابزار و جنگ‌افزارهای برنزی جای خود را به ابزار آهنین داد.
سال ۵۵۰ پیش از میلاد و بنیان‌گذاری شاهنشاهی هخامنشی توسط کوروش بزرگ را پایان عصر آهن در خاور نزدیک به حساب می‌آورند.

## شبه‌قاره هند
پژوهش‌های باستانشناسی در اوتار پرادش کنونی نشان از کاربرد آهن میان ۱۸۰۰ تا ۱۲۰۰ پیش از میلاد دارد. می‌نماید که از آغاز سده ۱۳ پیش از میلاد گدازش آهن در هندوستان فراگیر شده باشد. یک مرکز آهنگری در خاور هند از هزاره یکم پیش از میلاد به جا مانده‌است. می‌نماید در آغاز این هزاره این صنعت در هندوستان گسترده شده باشد.
باور بر این است که عصر آهن در هند در دوران سلطنت آشوکا (قرن سوم پیش از میلاد) پایان یافت.

## شرق آسیا
از سده ۶ پیش از میلاد همدوره با دودمان ژو در چین اثرهای ساخته شده با ریخته‌گری آهن به‌دست آمده‌است. در پشته تبت و از فرهنگ ژانگ‌ژونگ نوشته‌ای کهن به دست آمده که در آن شیوه کار با آهن بیان شده‌است. در شبه‌جزیره کره ابزار آهنی در پیوند با دوره گذار جامعه‌ها از سروری به دولت در منطقه دریای زرد از سده ۴ پیش از میلاد به دست آمده‌است.

## اروپا

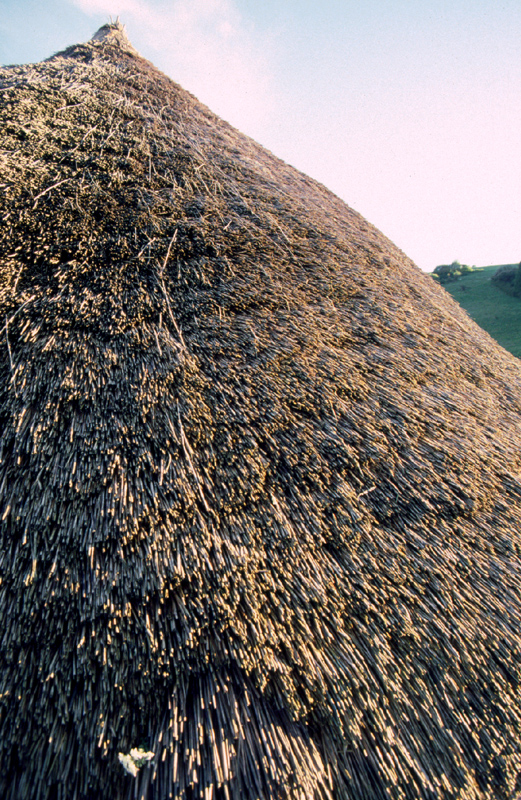
بام کاهی از عصر آهن، همپشایر، انگلستان

### اروپای خاوری
در اروپای خاوری عصر آهن از آغاز هزاره یکم پیش از زایش مسیح آغاز گشت. در قفقاز و جلگه پنتی-خزری عصر آهن با فرهنگ‌های کوبان و نووچرکسک میان ۹۰۰ تا ۸۰۰ پیش از میلاد آغاز گشت. با کوچ تراکیان و کیمری‌ها این عصر به فرهنگ هالشتات رسید.
سکاها از سده ۷ پیش از میلاد در اوکراین و روسیه کنونی این فرهنگ را گستردند. از سده ۵ تا سده ۳ پیش از میلاد ابزار آهنی فراوانی در نزدیکی نیکوپول یافت‌شده‌است که می‌نماید اینجا منطقه ویژه آهنگری سکائستان بوده‌است. سلت‌ها در سده ۶ پیش از میلاد عصر آهن را از فرهنگ هالشتات گرفتند و در اروپای باختری گستردند. لهستان در پایان همین سده و در فرهنگ لوزاتیایی به عصر آهن رسید.

### اروپای مرکزی
عصر آهن آغازین در اروپای مرکزی با فرهنگ هالشتات میان سال‌های ۸۰۰ تا ۴۵۰ پیش از میلاد و عصر آهن نو با فرهنگ لاتن در ۴۵۰ پیش از زایش آغاز گشت و تا چیرگی رومیان پایدار ماند.

### ایتالیا
در ایتالیا عصر آهن هم‌زمان با فرهنگ ویلانووا آغاز و با گشودن واپسین شهر اتروسکن‌ها -ولتزنا- به دست جمهوری روم در ۲۶۵ به پایان رسید.

### بریتانیا
در میان جزیره‌نشینان بریتانیا عصر آهن از سده ۵ (پیش از میلاد) آغاز گشت و با چیرگی رومیان بر بریتانیا در سده ۵ میلادی به پایان رسید. ساختارهای پدافندی این دوران گیراست، برای نمونه می‌توان به بروخ در شمال اسکاتلند اشاره کرد.

### اروپای شمالی
عصر آهن در اروپای شمالی به دو بخش می‌شود: عصر آهن پیشارومی و عصر آهن رومی. با دوره کوچ انسان‌ها سمال آلمان و دانمارک به چیرگی فرهنگ یاستورف درآمد. بخش جنوبی اسکاندیناوی هم زیر چیرگی بسیار همانند با آن- عصر آهن گرِگان- بود. درونشد شبه‌جزیره اسکاندیناوی، فنلاند و استونی به عصر آهن را میان سال‌های ۳۰۰۰ پیش از میلاد تا ۱۰۰۰ میلادی می‌دانند. فلزکاری و سفالگری برای مردمان آن دوران اسکاندیناوی نقش نگهداری گرما را نیز داشت.

## آفریقای زیرصحرایی
در آفریقای باختری نخستین بار در فرهنگ نوک در پیش از ۱۰۰ پیش از میلاد مردم نخستین بار از گدازش آهن بهره‌بردند. کار با آهن و مس از آنجا به جنوب آفریقا راه یافت. بهره‌گیری از آهن برای کشاورزی بانتو و نیز شکار و گردآوری خوراکی‌های آنان انقلابی بود. اینان با بهره‌گیری از ابزار فلزی کشاورزی خود را در گستره بیشتری از ساوانا به پیش بردند.

## نگارخانه
| - تیغ شمشیر و نیزه متعلق به عصر آهن - متالوژیه آهن - شمشیرایرانی - تیغ شمشیر آهنی - نیزه متعلق به دودمان باستانی شانگ در جغرافیای چین کنونی - معدن سنگ آهن |